# Chenay (Deux-Sèvres)
Chenay – miejscowość i gmina we Francji, w regionie Nowa Akwitania, w departamencie Deux-Sèvres.
Według danych na rok 1990 gminę zamieszkiwało 548 osób, a gęstość zaludnienia wynosiła 25 osób/km² (wśród 1467 gmin regionu Poitou-Charentes Chenay plasuje się na 520. miejscu pod względem liczby ludności, natomiast pod względem powierzchni na miejscu 336.).